# Гей-парад Сан-Паулу
ЛГБТК-прайд-парад Сан-Паулу (порт. Parada do Orgulho LGBTQ de São Paulo) — щорічний гей-прайд, що проводиться на проспекті Пауліста, в місті Сан-Паулу, Бразилія, з 1997 року. Це найбільший пайд-парад Південної Америки, і був занесений до Книги Рекордів Гіннеса як найбільший прайд-парад у світі 2006 року з 2.5 мільйонами учасників. 2009 року прайд-парад у Сан-Паулу знову побив рекорд Гіннеса, у ньому взяли участь 4 мільйони осіб. Він зберігав свій титул з 2006 до 2016 року. У 2017 році кількість учасників сягнула 5 мільйонів. Станом на 2019 рік, щороку в прайді бере участь від 3 до 5 мільйонів людей. 2019 року прайд став другою найбільшою подією в місті за фінансовими доходами (після карнавалу). 2010 року мерія Сан-Паулу інвестувала 1 мільйон реалів у прайд-парад. За даними ЛГБТ-додатку Grindr, гей-парад Сан-Паулу був обраний найкращим у світі.
Прайд та пов'язані з ним події організовуються асоціацією APOGLBT (Associação da Parada do Orgulho de Gays, Lesbicas, Bissexuais e Travestis e Transexuais), починаючи з її заснування 1999 року. Марш є головною подією прайду і притягує до себе найбільше уваги з боку преси, бразильської влади та сотень тисяч людей, які вишиковуються вздовж маршруту ходи. 2009 року 3.2 мільйони осіб відвідали 13-ий щорічний прайд-парад Сан-Паулу.
Місцем збору є музей мистецтва Сан-Паулу, прямо посередині проспекту Пауліста. Хоча час зустрічі о 12:00, парад не починає рух аж до 14 або 15 години. Маршрут параду має протяжність 4.2 км. Він починається біля музею мистецтва, далі йде по вулиці Rua da Consolação, і завершується на площі Praça Roosevelt, у центрі Сан-Паулу, близько 22:00.
Гей-прайд Сан-Паулу сильно підтримується федералною владою, губернатором Сан-Паулу на мером. Багато політиків брали участь у відкритті прайду, а представники влади часто приєднувалися до самої ходи. Caixa Econômica Federal, державний банк, та Petrobras, бразильська нафтова фірма, вже підтвердили своє зобов'язання підтримати подію та її різноманітність, вкотре профінансувавши захід.
Під час Прайду місто зазвичай приймає близько 400 000 туристів та отримує від 180 до 190 мільйонів доларів. Завдяки цій підтримці на заході запроваджено безліч заходів безпеки. З часу обрання Жаїра Болсунару президентом Бразилії 2018 року, існували побоювання, що федеральний уряд скасує підтримку параду, враховуючи попередні настрої Болсунару проти ЛГБТК

## Список парадів
| Рік  | Дата      | Кількість учасників                              |
| ---- | --------- | ------------------------------------------------ |
| 1997 | 28 червня | 2.000 (ВП)                                       |
| 1998 |           | 8.000 (ВП)                                       |
| 1999 |           | 35.000 (ВП)                                      |
| 2000 | 26 червня | 120.000 (Орг) 100.000 (ВП)                       |
| 2001 | 17 червня | 200.000 (ВП)                                     |
| 2002 | 2 червня  | 700.000 (Орг) 400.000 (ВП)                       |
| 2003 | 22 червня | 1.000.000 (Орг) 800.000 (ВП)                     |
| 2004 | 8 червня  | 1.800.000 (Орг) 1.500.000 (ВП)                   |
| 2005 | 29 травня | 2.500.000 (Орг) 1.800.000 (ВП)                   |
| 2006 | 17 червня | 3.000.000 (Орг) 2.500.000* (ВП)                  |
| 2007 | 10 червня | 3.500.000                                        |
| 2008 | 28 травня | 3.400.000                                        |
| 2009 | 14 червня | 3.100.000                                        |
| 2010 | 7 червня  | 3.500.000                                        |
| 2011 | 27 червня | 4.000.000                                        |
| 2012 | 10 червня | 4.500.000 (Орг) 270.000 (Datafolha)              |
| 2013 | 6 червня  | 4.000.000 (Орг) 600.000 (ВП) 220.000 (Datafolha) |
| 2014 | 4 травня  | 100.000 (ВП)                                     |
| 2015 |           | 2.000.000 (Орг) 20.000 (ВП)                      |
| 2016 | 28 травня | 3.000.000 (Орг) 190.000 (ВП)                     |
| 2017 | 18 червня | 3.000.000 (Орг)                                  |
| 2018 | 3 червня  |                                                  |
| 2019 | 23 червня | 3.000.000                                        |
| 2020 |           | (проводився віртуально)                          |
| 2021 | 14 червня | (проводився віртуально)                          |

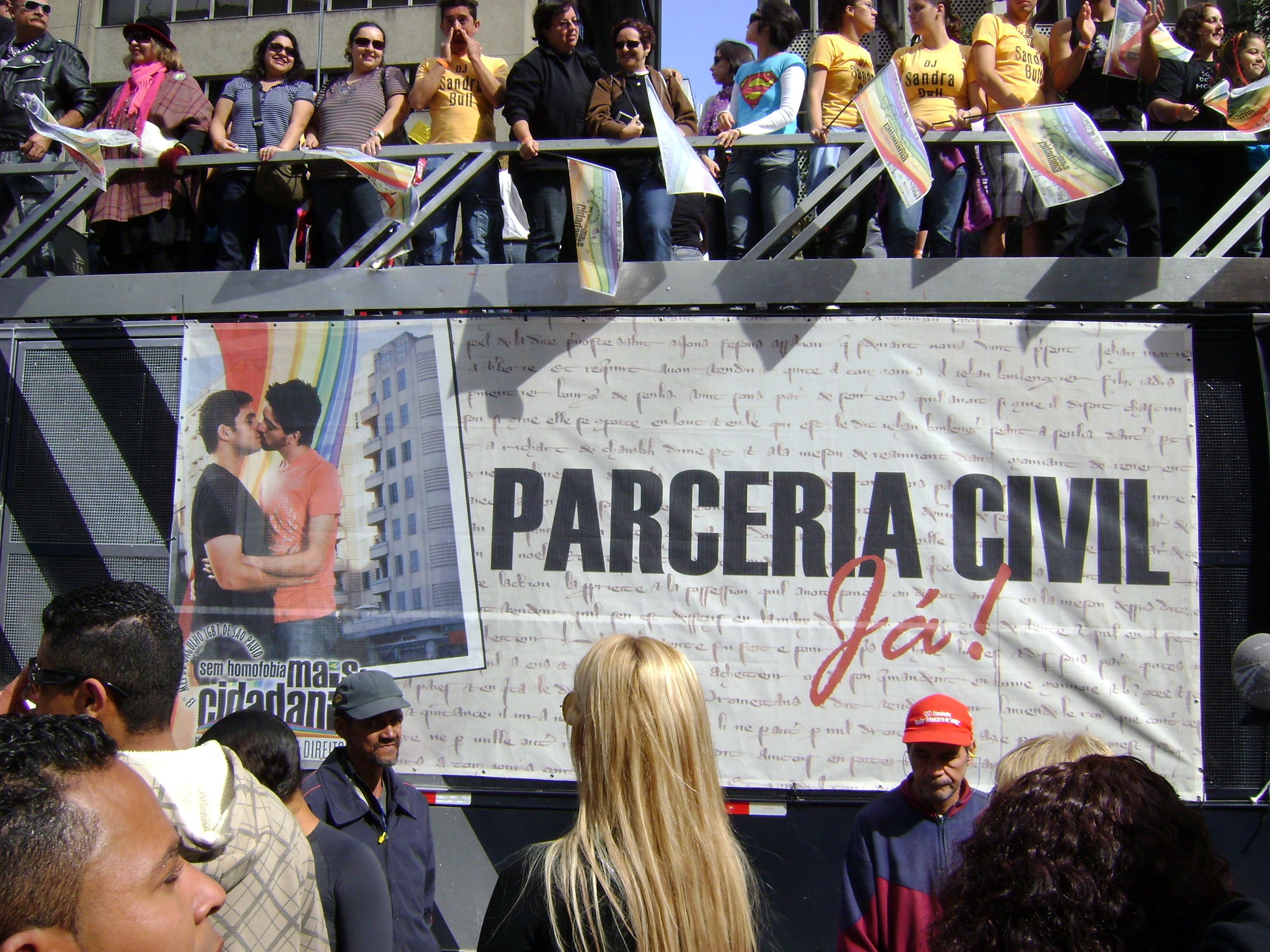
протягом прайду

* значення, включене до Книги Гіннеса.